# Armée de libération du Rwanda
Pour les articles homonymes, voir ALiR.
L'Armée de libération du Rwanda (ALiR) était un groupe armé rebelle composé en grande partie des Forces armées rwandaises (FAR) qui ont perdu la guerre en 1994 après le génocide des Tutsis. Active principalement dans les régions orientales de la  République démocratique du Congo, le long de la frontière avec le Rwanda, elle a mené de nombreuses attaques contre la nouvelle armée du Front patriotique rwandais, les forces rwandaises de défense (FRD) et ses alliés congolais du Rassemblement congolais pour la démocratie. Après la destruction des camps de réfugiés par les FRD, l'ALiR devient anéantie et détruite. En 2000, les Forces démocratiques de libération du Rwanda (FDLR) sont nées pour reprendre le combat et protéger les réfugiés.

## Création
Après la prise de contrôle du Rwanda par l'Armée patriotique rwandaise, qui a remplacé les FAR sous le commandement de Paul Kagame à partir de juillet 1994, un grand nombre de FAR, malgré la présence des casques bleus français de l'opération Turquoise se joignent aux réfugiés Hutu qui fuyaient le pays et s'installent au Zaïre. De 1995 à 1996, les ex-FAR se sont réorganisés pour former l'Armée pour la libération du Rwanda, en vue de reprendre le pouvoir à Kigali et ont multiplié les incursions au Rwanda. Face à cette situation, le gouvernement rwandais dirigé principalement par le vice-président Paul Kagame a armé et entraîné des milices Tutsi Banyamulenge présentes au Zaïre dans la province du Sud-Kivu et créé, en concertation avec l'Ouganda, un mouvement rebelle zaïrois à sa solde, l'Alliance des forces démocratiques pour la libération du Congo (AFDL) dirigé par un groupe d'opposants au président Mobutu mais dont les forces militaires étaient composées, pour l'essentiel, de miliciens banyamulenge et de militaires des armées rwandaise et ougandaise.

## Première guerre du Congo (octobre 1997-mai 1998)
À partir d'octobre 1996, l'AFDL a entamé une opération d'invasion des provinces orientales du Zaïre, marquant ainsi le début de la Première Guerre du Congo. L'AFDL a attaqué et détruit les camps de réfugiés utilisés par l'ALiR comme bases arrière tuant, de façon indiscriminée, civils et combattants. En novembre 1996, plusieurs centaines de milliers de réfugiés sont rentrés au Rwanda mais près de 300 000 autres se sont enfoncés dans l'intérieur du Zaïre avec l'ALiR. Les troupes de l'AFDL les ont poursuivis à travers tout le Zaïre, commettant de très nombreux massacres jusqu'à la prise de la capitale Kinshasa en mai 1997. Les miliciens de l'ALiR ont trouvé refuge dans les pays voisins du Zaïre comme la République du Congo, la République centrafricaine, le Tchad, le Soudan, l'Angola, la Zambie ou la Tanzanie. Le 17 mai 1997, Laurent Désiré Kabila, le porte parole de l'AFDL devenu président du mouvement à partir de janvier 1997 s'est auto-proclamé président de la République et a rebaptisé le Zaïre du nom de République démocratique du Congo (RDC).
Au cours de l'année suivante, l'ALiR est parvenue à se réorganiser. Forte encore de près de 20 000 hommes, elle a repris l'offensive dans l'Est de la RDC, notamment dans les forêts des territoires de Walikale et Masisi ainsi que dans le Parc national des Virunga. À la fin 1997, l'ALiR a lancé une grande offensive dans le nord du Rwanda avec pour objectif de reprendre le pouvoir à Kigali. L'opération s'est accompagnée de massacre de civils, 19 passagers d'un bus brulés vifs à Bulinga, dans la province de Gitarama, le 17 décembre 1997 ; 46 civils tués et 30 blessés près de Gisenyi, le 19 janvier 1998; 58 civils tués et 64 blessés à Rubavu, une commune de Gisenyi en février 1998; 26 survivants du génocide tués à Msumbira dans la commune de Gitarama en avril 1998; 29 civils tués (Tutsi) dans la commune de Kayove, dans la préfecture de Gisenyi en juin 1998; 51 civils (Tutsi) tués et 62 blessés dans la camp de transit de Nkamira, le 17 juin 1998; 18 civils tués et 40 blessés entre Kigali et Kibuye le 22 juin 1998; 32 civils et 2 militaires APR tués le 12 juillet 1998 à l'hôtel Pensez-y près de Tare, à 22 km à Kigali. La branche politique de l'ALiR, le Parti pour la libération du Rwanda (PALIR) a justifié ces attaques par la volonté de renverser le gouvernement de Paul Kagame. Compte tenu de la présence en son sein de nombreux éléments génocidaires, l'ALiR était cependant soupçonnée et accusée par les observateurs internationaux de vouloir parachever le génocide des Tutsi rwandais.
Au cours du premier semestre 1998, les forces de l'AFDL ont multiplié les opérations contre l'ALiR dans les provinces orientales de la RDC. Sur le terrain cependant, les groupes Mayi-Mayi qui avaient soutenu l'AFDL lors de la première guerre du Congo refusaient désormais de participer aux opérations contre l'ALiR. Convaincus que les offensives contre l'ALiR étaient un prétexte utilisé par l'armée rwandaise pour coloniser le territoire congolais, ils se sont affrontés militairement aux troupes de l'AFDL, plaçant le président Kabila dans une position délicate vis-à-vis de ses alliés rwandais et ougandais. Conscient de la fragilité de sa base politique à l’ouest du pays, Kabila n'a pas voulu perdre le soutien des populations des Kivus qu’il savaient solidaires des groupes Mayi-Mayi et impatientes de voir les troupes rwandaises quitter leur territoire et il a tenté de négocier avec les Mayi-Mayi. Kigali et Kampala ont interprété ces tergiversations comme un refus de lutter efficacement contre l'ALiR et ont décidé d'écarter du pouvoir Kabila.

## Seconde guerre du Congo (août 1998-juin 2003)
En juillet 1998, l'alliance du président Kabila avec ses parrains rwandais et ougandais a volé en éclats. Lorsque le président Congolais a demandé aux soldats rwandais et ougandais de quitter la RCD, ces derniers ont créé un nouveau mouvement rebelle congolais, le Rassemblement congolais pour la Démocratie (RCD) afin de provoquer un changement de régime à Kinshasa. Fort du soutien de l'Angola, de la Namibie, du Zimbabwe ainsi que de la majorité de la population de Kinshasa, Kabila est parvenu à se maintenir au pouvoir mais la RDC a sombré dans un conflit pendant 5 ans. Au cours de cette seconde guerre, Kabila a noué une alliance militaire avec l'ALiR afin de lutter contre le RCD, le Rwanda, l'Ouganda ainsi qu'un autre mouvement rebelle congolais alors allié à l'Ouganda, le Mouvement de Libération du Congo (MLC). À partir de la fin 1998, l'ALiR a commencé à recevoir de Kabila des armes et des munitions.
Jusqu'à sa fusion avec les FDLR (voir ci-dessous), l'ALiR qui comptait, semble-t-il 12 000 hommes, était organisée en deux divisions composées chacune de trois brigades de 2 000 hommes. La première division était basée dans la province du Nord-Kivu et la seconde autour du parc national de Kahuzi-Biega, dans la province du Sud-Kivu. Le chef d'état-major de l'ALiR était Paul Rwarakabije et son quartier général se trouvait dans la province du Nord-Kivu.
Au cours de cette période, l'ALiR a mèné plusieurs attaques contre les groupes armés hostiles à Kabila. À l'instar des autres belligérants, elle a commis aussi plusieurs violations graves des droits de l'homme et du droit international humanitaire tant qu'en RDC qu'au Rwanda et en Ouganda. Le 1er mars 1999, l'ALiR a pris en otage des touristes occidentaux venus dans le Parc national Bwindi en Ouganda pour observer les gorilles des montagnes. Huit de ces touristes (4 Britanniques, deux Américains et deux Néo-Zélandais ainsi qu'un garde forestier ougandais) ont été tués tandis que six autres ont réussi à s'enfuir. L'ALiR a présenté cette opération comme une action effectuée en représailles à la politique de soutien des États-Unis et du Royaume-Uni envers Paul Kagame.
Le 1er août 1999, sous forte pression, un accord de cessez-le-feu a été signé à Lusaka. Cet accord prévoyait notamment le déploiement d'une force de maintien de la paix chargée de désarmer sans condition des « forces négatives », parmi lesquels l'ALiR (mentionnés dans l'accord sous les noms d'ex-FAR et Interahamwe). Au cours des années suivantes, l'accord a été régulièrement violé mais la ligne de front s'est stabilisé tandis que l'Ouganda et le Rwanda s'affrontaient, à plusieurs reprises, pour le contrôle des ressources naturelles congolaises dans la partie orientale de la RDC. L'ALiR a continué de mener des attaques contre les troupes rwandaises et ougandaises et leurs alliés. Après l'assassinat de Laurent Désiré Kabila le 18 janvier 2001 et l'arrivée au pouvoir, à Kinshasa de Joseph Kabila, l'ALiR a consolidé son alliance avec l'organisation Hutu basé à Kinshasa, les Forces démocratiques pour la libération du Rwanda (FDLR). Depuis lors, même si elle n'a pas été officiellement dissoute, l'ALiR s'est progressivement intégrée au sein des FDLR.

## Crimes imputés à l'ALiR par leProjet mapping
| Date                            | Lieu | Incident | Références                                      |
| ------------------------------- | --- | --- | ----------------------------------------------- |
| Entre 1996 et 2001              | Territoire de la République démocratique du Congo                                                                              | Enlèvement d'enfants et utilisation d'enfants dans les groupes armés | Rapport du Projet Mapping, article 701, p. 352. |
| Entre août 1998 et janvier 2001 | groupement d'Irhambi-Katana, à 53 km au nord de Bukavu; chefferie de Kabare dans le parc de Kahuzi-Biega; territoire de Kalehe | Viols, esclavages sexuels. | Rapport du Projet Mapping, article 355, p. 192. |
| 24 février 1999                 | Village d'Umangi et Edjeke, près de Lisala, province de l'Équateur                                                             | Assassinat de quatre civils. | Rapport du Projet Mapping, article 383, p. 214. |
| 24-26 février 1999              | Lisala, province de l'Équateur                                                                                                 | Lancement d'obus sur la ville par des éléments des Forces armées congolaises (FAC) fidèles à Laurent Désiré Kabila, de l'Armée nationale tchadienne (ANT), de l'ALiR, de l'armée du Mouvement de libération du Congo et l'armée ougandaise provoquant la mort d'au moins 15 civils | Rapport du Projet Mapping, article 383, p. 214. |
| 26 février 1999                 | Village de Bopuo, près de Lisala, province de l'Équateur                                                                       | Assassinat de trois civils. | Rapport du Projet Mapping, article 384, p. 214. |
| 28 février 1999                 | Village de Ngonzi-Rive, près de Lisala, province de l'Équateur                                                                 | Assassinat de sept civils par des éléments des Forces armées congolaises (FAC) fidèles à Laurent Désiré Kabila, de l'Armée nationale tchadienne (ANT) et de l'ALiR. | Rapport du Projet Mapping, article 384, p. 215. |
| 29 mars 1999                    | territoire de Businga, province de l'Équateur                                                                                  | Avec des éléments des Forces armées congolaises (FAC) fidèles à Laurent Désiré Kabila et l'Armée nationale tchadienne (ANT), pillages. | Rapport du Projet Mapping, article 382, p. 214. |
| Avril 1999                      | Villages de Lwazi, Mpende, Mufunqwa, territoire de Nyunzu                                                                      | Villages incendiés; leurs habitants étaient accusés de collaborer avec l'APR et l'armée du RCD. | Rapport du Projet Mapping, article 380, p. 209. |
| 10 mai 1999                     | Entre Businga et Loko + villages de Bokosa, Bogbudu, Bobusu et Bobale, province de l'Équateur                                  | Avec des éléments des Forces armées congolaises (FAC) fidèles à Laurent Désiré Kabila assassinats de trois mineurs et d'un nombre indéterminé de civils adultes. | Rapport du Projet Mapping, article 386, p. 215. |
| juin 1999                       | villages de Inke à 50 km de Gbadolite, province de l'Équateur                                                                  | Avec des éléments des Forces armées congolaises (FAC) fidèles à Laurent Désiré Kabila, assassinats d'au moins huit civils. | Rapport du Projet Mapping, article 386, p. 215. |
| Janvier 2000                    | Luke et ses environs, territoires de Walikale                                                                                  | Assassinat par balle ou à coups de machette d'une centaine de civils accusés de collaborer avec l'APR et l'armée du RCD; pillage du village. | Rapport du Projet Mapping, article 343, p. 177. |
| 25 février 2000                 | Territoires de Befale province de l'Équateur                                                                                   | Avec des éléments des Forces armées congolaises (FAC) fidèles à Laurent Désiré Kabila, assassinats d'au moins neuf civils par balle, coups de massue ou asphyxie | Rapport du Projet Mapping, article 389, p. 217. |
| Fin février 2000                | Village de Mange, province de l'Équateur                                                                                       | Avec des éléments des Forces armées congolaises (FAC) fidèles à Laurent Désiré Kabila, viol d'une vingtaine de femmes dont l'une est décédée des suites des blessures infligées; enlèvement d'un nombre indéterminé de femmes utilisées comme esclaves sexuelles                   | Rapport du Projet Mapping, article 389, p. 218. |
| 29-30 mai 2000                  | Village d'Igobegobe, à 40 km de Bukavu                                                                                         | Assassinat de deux civils, plusieurs civils blessés, pillage systématique du village. | Rapport du Projet Mapping, article 353, p. 189. |
| 14 juin 2000                    | Cishozi, à 35 km de Bukavu, territoire de Kabare                                                                               | Un civil brûlé vif. | Rapport du Projet Mapping, article 353, p. 189. |
| 17 juin 2000                    | Centre-ville de Kabare et ses environs                                                                                         | Pillage et recours au travail forcé. | Rapport du Projet Mapping, article 353, p. 189. |
| 9 juillet 2000                  | Camp de déplacé à Sake | Assassinat de 34 à 42 civils, en majorité des ethnies Hunde et Tembo, pour la plupart des femmes et des enfants. | Rapport du Projet Mapping, article 343, p. 177. |
| Le 10 juillet 2000              | Village de Kalundu, dans la collectivité du Nord-Lukuga, territoire de Nyunzu                                                  | Assassinat de deux civils dont le chef du village. | Rapport du Projet Mapping, article 380, p. 210. |
| 2 septembre 2000                | Parc national de Kahuzi-Biega, territoires de Kabare/Kalehe                                                                    | Assassinat, avec des Mayi-Mayi, de 10 personnes dont des membres de l’Institut congolais pour la conservation de la nature (ICCN), un journaliste et deux gardes forestiers; recours au travail forcé.                                                                             | Rapport du Projet Mapping, article 355, p. 191. |
| 13 octobre 2000                 | Centre-ville de Kabare | Enlèvement d'un nombre indéterminé de jeunes filles qui sont violées; certaines sont relâchées, d'autres sont portées disparues ; pillages. | Rapport du Projet Mapping, article 355, p. 191. |
| Octobre 2000                    | Citungano dans la province du Sud-Kivu                                                                                         | Enlèvement de deux civils, un père et sa fille; recours au travail forcé, les victimes sont libérées après le viol de la fille. | Rapport du Projet Mapping, article 355, p. 192. |
| 12 décembre 2000                | Village de Kalenge, près de Nyunzu                                                                                             | Assassinat de trois civils accusés de collaborer avec l'APR et l'armée du RCD. | Rapport du Projet Mapping, article 380, p. 211. |
| 12-13 janvier 2001              | Village de Lipenda et bivouac de Nathanali, près de Nyunzu                                                                     | Assassinat, avec des Mayi-Mayi de 12 civils accusés d'avoir accueilli chez eux des militaires de l'APR et de l'armée du RCD. | Rapport du Projet Mapping, article 380, p. 211. |
| 23 janvier 2001                 | Village de Biengele, à 2 km de Nyunzu                                                                                          | Assassinat avec des Mayi-Mayi Pygmées de sept hommes; 20 femmes dénudées; les victimes étaient accusés d'avoir fourni des vivre à l'armée du RCD. | Rapport du Projet Mapping, article 380, p. 211. |